# Eddie Waitkus
Eddie Waitkus is de achttiende aflevering van het tiende seizoen van het tienerdrama Beverly Hills, 90210, die voor het eerst werden uitgezonden op 1 maart 2000.

## Plot
Als Donna op bezoek is bij Janet en Steve dan klaagt zij dat zij nog steeds geen vriend heeft en Janet wil wel een blind date opzetten met een bekende genaamd Irv. Donna twijfelt maar laat zich toch overhalen en gaat akkoord met een etentje met vrienden. Zij heeft het gezellig en dat wordt bruut verstoord door een ongenodigde gast, het is Noah die stomdronken binnenvalt en aanschuift. Noah grijpt nog steeds naar de drank en is meestal dronken, op een nacht slaat hij de ruit in bij Kelly en Matt slaat hem neer met een honkbalknuppel niet wetend dat het Noah is. Iedereen denkt dat Noah telkens bij Donna binnenvalt omdat hij haar terug wil. Donna beseft dat de relatie met Irv geen lang leven zal bekoren en besluit het om het uit te maken, niet beseffend dat zij dit doet omdat zij nog steeds gevoelens heeft voor David. David is hier niet van bewust en heeft een goede relatie met Camille. Camille is ondertussen een partner geworden in de boetiek van Donna.
Dylan en Steve zitten naar televisie te kijken en zien een nieuwsprogramma die beelden uitzendt van een vliegveld en dan ziet Dylan ineens zijn vader, tenminste dat denkt hij maar beseft dat dit niet kan omdat zijn vader dood is. Dylan kan het toch niet loslaten en wil op onderzoek, eerst gaat hij naar het vliegveld om namen te krijgen van wie in het vliegtuig zaten maar krijgt daar geen antwoord op. Hij zoekt de ex-verloofde op van zijn vader, Christine die bij de FBI werkt om haar te vragen of zij iets meer weet. Zij vertelt hem dat hij echt dood is maar beloofd het te onderzoeken, later vertelt zij dat zij het onderzocht heeft maar niets gevonden heeft. Dylan krijgt de passagierslijst in handen en vindt dan een naam, Eddie Waitkus. Deze naam valt hem op omdat deze naam ook toebehoort van een honkbalspeler waar hij en zijn vader vroeger fan van waren en beseft nu dat dit geen toeval kan zijn.
Vol goede moed begint Kelly met haar nieuwe baan en wil het goed doen maar heeft het moeilijk met haar opdracht. Deze gaat over of wel of niet toelaten van genootschappen van homo’s op universiteiten, Kelly vindt dit een goed idee maar zij moet voor haar werk hier een tegenvoorstel maken en dat zit haar dwars. Zij beseft dat zij niet kan leven met haar werk en besluit om ontslag te nemen.

## Rolverdeling
- Jennie Garth - Kelly Taylor
- Ian Ziering - Steve Sanders
- Brian Austin Green - David Silver
- Tori Spelling - Donna Martin
- Luke Perry - Dylan McKay
- Joe E. Tata - Nat Bussichio
- Lindsay Price - Janet Sosna
- Daniel Cosgrove - Matt Durning
- Vincent Young - Noah Hunter
- Josie Davis - Camille Desmond
- Josh Taylor - Jack Taylor
- Valerie Wildman - Christine Pettit
- Josie DiVincenzo - Pia Swenson
- Nancy Fernandez - Nadine
- Greg Cromer - Irv